# José Antonio Querejeta Altuna
José Antonio Querejeta Altuna (Lazkao, Guipúscoa, 19 de març de 1957) popularment conegut com a Josean Querejeta, és un exjugador de bàsquet basc, president del Saski Baskonia des de 1988.

## Carrera esportiva
Va jugar a les categories inferiors d'equips bascos, com el Beasain o l'Atlètic Sant Sebastià. Pepe Laso, llavors entrenador del Baskonia, el va fitxar conjuntament amb Kepa Segurola i Manu Moreno. Posteriorment va jugar al Reial Madrid, el Joventut de Badalona (81-82) i el CAI Saragossa. Va ser amb el Reial Madrid amb qui va aconseguir els títols, guanyant la lliga espanyola les temporades 1978-79 i 1979-80, així com la Copa d'Europa d'aquesta darrera temporada. En finalitzar la temporada 1987-88, sent jugador del Taugrés, es va retirar de la pràctica activa del bàsquet.

## Director esportiu
Des de 1988 és el màxim accionista i president del Saski Baskonia. A més, des 2016 és també el màxim accionista del Deportivo Alavés, equip de futbol professional,, encara que ja compartia la propietat de l'entitat amb altres empresaris locals des de 2011. Querejeta va ser nomenat com nomenat com a executiu de l'any de l'Eurolliga el 2005 i 2016.